# Oficina Nacional de Seguridad
La Oficina Nacional de Seguridad (ONS) se creó en 1983, está integrada en el CNI, y es el órgano de trabajo de la Autoridad Nacional de Seguridad Delegada. Le compete recibir la información clasificada de las agencias de la Unión Europea; EU INTCEN, ENISA y Europol. Y de la información compartida por países miembros de la OTAN.
La Oficina Nacional de Seguridad es responsable del funcionamiento de la red nacional de protección de dicha información clasificada, formada por un registro central, que a su vez es responsable de la recepción, registro, archivo y distribución de la información clasificada. De esta manera, la ONS también gestiona la concesión de la Habilitación Personal de Seguridad (HPS) para el acceso a la información clasificada de la OTAN, las agencias de la Unión Europea antes mencionadas y la Agencia Espacial Europea.
En el ámbito de la industria de defensa, la ONS es responsable de la protección de las materias clasificadas del Ministerio de Defensa en poder de las empresas.
Otra responsabilidad que tiene la ONS es la de velar por el cumplimiento de los acuerdos bilaterales y multilaterales que España tiene firmados, como tratados internacionales.